# 4족 원소
4족 원소는 주기율표에서 전이 금속의 두 번째 족이다. 이 족에는 타이타늄(Ti), 지르코늄(Zr), 하프늄(Hf), 러더포듐(Rf)의 네 가지 원소만 포함된다. 이 족은 가장 가벼운 원소의 이름을 따서 타이타늄족 또는 타이타늄 계열이라고도 불린다.
초기 전이 금속의 전형적인 특성처럼, 지르코늄과 하프늄은 주요 산화수가 +4로만 존재하며, 상당히 전기양성적이고 배위 화학이 덜 풍부하다. 란타넘족 수축의 영향으로 인해, 이들은 특성이 매우 유사하다. 타이타늄은 더 작은 크기 때문에 다소 독특한데, +3 산화수도 잘 정의되어 있다 (비록 +4가 더 안정적이긴 하지만).
모든 4족 원소는 단단하다. 이들의 고유한 반응성은 부식뿐만 아니라 많은 산과 알칼리의 공격으로부터 보호하는 밀도 높은 산화물 층의 형성으로 인해 완전히 가려져 있다. 이들 중 처음 세 가지는 자연적으로 발생한다. 러더포듐은 강한 방사능을 띠며 자연적으로 발생하지 않고 인공 합성을 통해 생산되어야 하지만, 관찰된 특성과 이론적으로 예측된 특성은 하프늄의 더 무거운 동족체임을 일관되게 보여준다. 이들 중 어느 것도 생물학적 역할을 하지 않는다.

## 역사
지르콘은 고대부터 보석으로 알려져 있었지만, 1789년 독일의 화학자 마르틴 하인리히 클라프로트의 연구가 있기 전까지는 새로운 원소가 포함되어 있다는 사실이 알려지지 않았다. 그는 지르콘을 포함하는 광물인 자르곤을 분석하여 새로운 흙(산화물)을 발견했지만, 그 산화물에서 원소를 분리해낼 수는 없었다. 콘월의 화학자 험프리 데이비도 1808년에 전기 분해를 통해 이 새로운 원소를 분리하려고 시도했지만 실패했고, 그는 이 원소에 지르코늄이라는 이름을 붙였다. 1824년에 스웨덴의 화학자 옌스 야코브 베르셀리우스는 철관에서 칼륨과 칼륨 지르코늄 플루오린화물의 혼합물을 가열하여 얻은 불순한 형태의 지르코늄을 분리해냈다.
콘월의 광물학자 윌리엄 그레고르는 1791년 영국 콘월주의 한 시냇가 옆에서 발견된 일메나이트 모래에서 타이타늄을 처음으로 확인했다. 모래를 분석한 후, 그는 약한 자기성을 띠는 모래에 산화 철과 자신이 식별할 수 없는 금속 산화물이 포함되어 있다는 것을 알아냈다. 같은 해, 광물학자 프란츠 요제프 뮐러도 같은 금속 산화물을 생산했지만 식별하지 못했다. 1795년, 화학자 마르틴 하인리히 클라프로트는 헝가리 보이니크 마을의 금홍석에서 독립적으로 이 금속 산화물을 재발견했다. 그는 이 산화물이 새로운 원소를 포함하고 있음을 확인하고 그리스 신화의 티탄족의 이름을 따서 명명했다. 베르셀리우스는 또한 1825년에 (비록 불순하지만) 타이타늄 금속을 처음으로 제조했다.
1914년 헨리 모즐리가 수행한 엑스선분광학은 스펙트럼 선과 유효 핵전하 사이의 직접적인 의존성을 보여주었다. 이는 원소의 핵전하, 즉 원자 번호가 주기율표 내에서의 위치를 결정하는 데 사용되게 했다. 이 방법으로 모즐리는 란타넘족의 개수를 결정하고 원자 번호 72번의 원소가 누락되었음을 보여주었다. 이는 화학자들에게 이를 찾도록 자극했다. 조르주 위르뱅은 1907년에 희토류 원소에서 72번 원소를 발견했다고 주장했고 1911년에 셀튬에 대한 자신의 결과를 발표했다. 그가 주장한 스펙트럼과 화학적 거동은 나중에 발견된 원소와 일치하지 않았고, 따라서 그의 주장은 오랜 논란 끝에 기각되었다.
1923년 초, 닐스 보어와 찰스 루젤리 버리와 같은 여러 물리학자와 화학자들은 72번 원소가 지르코늄과 유사해야 하므로 희토류 원소족의 일부가 아니라고 제안했다. 이러한 제안은 보어의 원자 이론, 모즐리의 엑스선 분광학, 프리드리히 파네트의 화학적 논거에 기반을 둔 것이었다. 이에 고무되어, 그리고 1922년 위르뱅이 1911년에 발견된 72번 원소가 희토류 원소였다는 주장을 다시 제기하자, 디르크 코스터와 게오르크 폰 헤베시는 지르코늄 광석에서 새로운 원소를 찾아보기로 결심했다. 하프늄은 1923년 덴마크 코펜하겐에서 이 두 사람에 의해 발견되었다. 발견된 장소 때문에 이 원소는 닐스 보어의 고향인 코펜하겐의 라틴어 이름인 하프니아를 따서 명명되었다.
하프늄은 발데마르 탈 얀첸과 폰 헤베시에 의해 이중 암모늄 이온 또는 칼륨 플루오린화물의 반복적인 재결정을 통해 지르코늄에서 분리되었다. 안톤 에두아르트 판 아르켈과 얀 헨드리크 데 보어는 1924년에 가열된 텅스텐 필라멘트 위에 사아이오딘화 하프늄 증기를 통과시켜 금속 하프늄을 처음으로 제조했다. 가장 가벼운 두 4족 원소의 발견과 하프늄의 발견 사이의 긴 지연은 부분적으로 하프늄의 희귀성 때문이었고, 부분적으로는 지르코늄과 하프늄의 극심한 유사성 때문이었다. 그래서 이전에 발견된 모든 지르코늄 샘플은 아무도 모르게 하프늄으로 오염되어 있었다.
이 족의 마지막 원소인 러더포듐은 자연적으로 발생하지 않으며 합성을 통해 만들어져야 했다. 첫 번째 보고된 검출은 1964년 합동원자핵연구소(JINR)의 한 팀에 의한 것으로, 이들은 플루토늄-242 표적을 네온-22 이온으로 충격하여 새로운 원소를 생산했다고 주장했지만, 이는 나중에 의문이 제기되었다. 더욱 결정적인 증거는 캘리포니아 대학교 버클리의 연구자들이 1969년 캘리포늄-249 표적을 탄소-12 이온으로 충격하여 104번 원소를 합성함으로써 얻어졌다. 누가 이 원소를 발견했는지에 대한 논란이 일었고, 각 그룹은 자체적인 이름을 제안했다. 두브나 그룹은 이고리 쿠르차토프의 이름을 따서 이 원소를 쿠르차토븀으로 명명했고, 버클리 그룹은 어니스트 러더포드의 이름을 따서 러더포듐으로 명명했다. 결국 IUPAC과 IUPAP의 공동 실무 그룹인 트랜스페르뮴 실무 그룹은 발견에 대한 공로를 공유해야 한다고 결정했다. 다양한 타협 시도 끝에, 1997년 IUPAC은 미국 제안에 따라 이 원소를 공식적으로 러더포듐으로 명명했다.

## 특성

### 화학적 특성
| 4족 원소의 전자 배열 | 4족 원소의 전자 배열 | 4족 원소의 전자 배열    | 4족 원소의 전자 배열 |
| Z                    | 원소                 | 껍질당 전자 수          | 전자 배열            |
| -------------------- | -------------------- | ----------------------- | -------------------- |
| 22                   | Ti, 타이타늄         | 2, 8, 10, 2             | [Ar] 3d2 4s2         |
| 40                   | Zr, 지르코늄         | 2, 8, 18, 10, 2         | [Kr] 4d2 5s2         |
| 72                   | Hf, 하프늄           | 2, 8, 18, 32, 10, 2     | [Xe] 4f14 5d2 6s2    |
| 104                  | Rf, 러더포듐         | 2, 8, 18, 32, 32, 10, 2 | [Rn] 5f14 6d2 7s2    |

다른 족과 마찬가지로, 이 족의 원소들은 전자 배열, 특히 최외각 껍질에서 패턴을 보여 화학적 거동의 경향성을 나타낸다. 대부분의 화학은 이 족의 처음 세 원소에서만 관찰되었다. 러더포듐의 화학적 특성은 잘 알려져 있지 않지만, 알려진 것과 예측된 것은 하프늄의 더 무거운 동족체로서의 위치와 일치한다.
타이타늄, 지르코늄, 하프늄은 반응성 금속이지만, 이는 밀도 높은 산화물 층을 형성하여 금속에 달라붙고 제거되어도 다시 형성되기 때문에 덩어리 형태에서는 가려진다. 따라서 덩어리 형태의 금속은 화학적 공격에 매우 강하며, 대부분의 수용성 산은 가열하지 않으면 영향을 미치지 않고, 수용성 알칼리도 뜨거워도 영향을 미치지 않는다. 질산과 같은 산화성 산은 실제로 이 산화물 층의 형성을 유도하여 반응성을 감소시키는 경향이 있다. 예외는 플루오린화 수소산으로, 이는 금속의 용해성 플루오로 복합체를 형성한다. 미세하게 분할되면 반응성이 나타나 자연발화성을 띠게 되며, 산소 및 수소와 직접 반응하고, 타이타늄의 경우 질소와도 반응한다. 이 세 원소는 모두 상당히 전기양성적이지만, 3족의 이전 원소들보다는 덜하다. TiO2, ZrO2 및 HfO2는 녹는점이 높고 대부분의 산에 대해 비반응적인 흰색 고체이다.
4족 원소의 화학은 족 산화수에 의해 지배된다. 특히 지르코늄과 하프늄은 물리적 차이(화합물의 녹는점 및 끓는점과 용매에 대한 용해도)가 화학적 차이보다 더 두드러질 정도로 극도로 유사하다. 이는 란타넘족 수축의 영향인데, 4d에서 5d 원소로 이동하면서 예상되는 원자 반지름의 증가는 4f 원소의 삽입으로 인해 상쇄된다. 타이타늄은 더 작기 때문에 이 두 원소와 구별된다. 타이타늄의 산화물은 지르코늄과 하프늄의 산화물보다 염기성이 약하며, 수용액 화학은 더 가수분해된다. 러더포듐은 지르코늄과 하프늄보다 더 염기성인 산화물을 가져야 한다.
이 세 원소의 화학은 +4 산화수에 의해 지배되지만, 이 산화수는 완전히 이온성으로 설명하기에는 너무 높다. 낮은 산화수는 지르코늄과 하프늄에서 잘 나타나지 않으며 (러더포듐에서는 더욱 그러할 것이다); 지르코늄과 하프늄의 +3 산화수는 물을 환원시킨다. 타이타늄의 경우, 이 산화수는 단순히 쉽게 산화되며, 용액에서 보라색 Ti3+ 아쿠아 양이온을 형성한다. 이 원소들은 상당한 배위 화학을 가지고 있다. 지르코늄과 하프늄은 배위수 8을 쉽게 지원할 만큼 충분히 크다. 그러나 이 세 금속은 모두 탄소와 약한 시그마 결합을 형성하며, d 전자가 거의 없기 때문에 파이 역결합도 그다지 효과적이지 않다.

### 물리적 특성
4족의 경향은 다른 초기 d-블록 족의 경향을 따르며, 5주기에서 6주기로 넘어갈 때 채워진 f-껍질이 코어에 추가되는 것을 반영한다. 이 족의 모든 안정적인 원소들은 은백색의 난융 금속이지만, 탄소, 질소, 산소 불순물은 이들을 부서지기 쉽게 만든다. 이들은 모두 상온에서 육방정 밀집 구조로 결정화되며, 러더포듐도 마찬가지일 것으로 예상된다. 고온에서는 타이타늄, 지르코늄, 하프늄이 체심 입방 격자 구조로 변한다. 이들은 3족의 이전 원소들보다 열과 전기의 전도율이 더 좋지만, 대부분의 금속에 비하면 여전히 좋지 않다. 이는 더 높은 녹는점과 끓는점 및 융해, 기화, 원자화 엔탈피와 함께 금속 결합에 사용할 수 있는 추가적인 d 전자를 반영한다.
아래 표는 4족 원소의 주요 물리적 특성을 요약한 것이다. 물음표로 표시된 네 가지 값은 외삽된 것이다.
| 이름        | Ti, 타이타늄     | Zr, 지르코늄     | Hf, 하프늄       | Rf, 러더포듐      |
| ----------- | ---------------- | ---------------- | ---------------- | ----------------- |
| 녹는점      | 1941 K (1668 °C) | 2130 K (1857 °C) | 2506 K (2233 °C) | 2400 K (2100 °C)? |
| 끓는점      | 3560 K (3287 °C) | 4682 K (4409 °C) | 4876 K (4603 °C) | 5800 K (5500 °C)? |
| 밀도        | 4.507 g·cm−3     | 6.511 g·cm−3     | 13.31 g·cm−3     | 17 g·cm−3?        |
| 외관        | 은빛 금속성      | 은백색           | 은회색           | ?                 |
| 원자 반지름 | 140 pm           | 155 pm           | 155 pm           | 150 pm?           |

## 생산
금속 자체의 생산은 반응성 때문에 어렵다. 가공 가능한 금속을 얻기 위해서는 산화물, 질화물, 탄화물의 형성을 피해야 한다. 이는 일반적으로 크롤 공정을 통해 달성된다. 산화물(MO2)은 석탄과 염소와 반응하여 염화물(MCl4)을 형성한다. 그런 다음 금속의 염화물은 마그네슘과 반응하여 염화 마그네슘과 금속을 생성한다.
추가적인 정제는 안톤 에두아르트 판 아르켈과 얀 헨드리크 데 보어가 개발한 화학 운송 반응을 통해 이루어진다. 밀폐된 용기에서 금속은 500 °C 이상의 온도에서 아이오딘과 반응하여 아이오딘화 금속(IV)을 형성한다. 약 2000 °C의 텅스텐 필라멘트에서는 역반응이 일어나 아이오딘과 금속이 유리된다. 금속은 텅스텐 필라멘트에 고체 코팅을 형성하고 아이오딘은 추가 금속과 반응하여 지속적인 전환이 일어난다.
M + 2 I2 (저온) → MI4
MI4 (고온) → M + 2 I2

## 존재

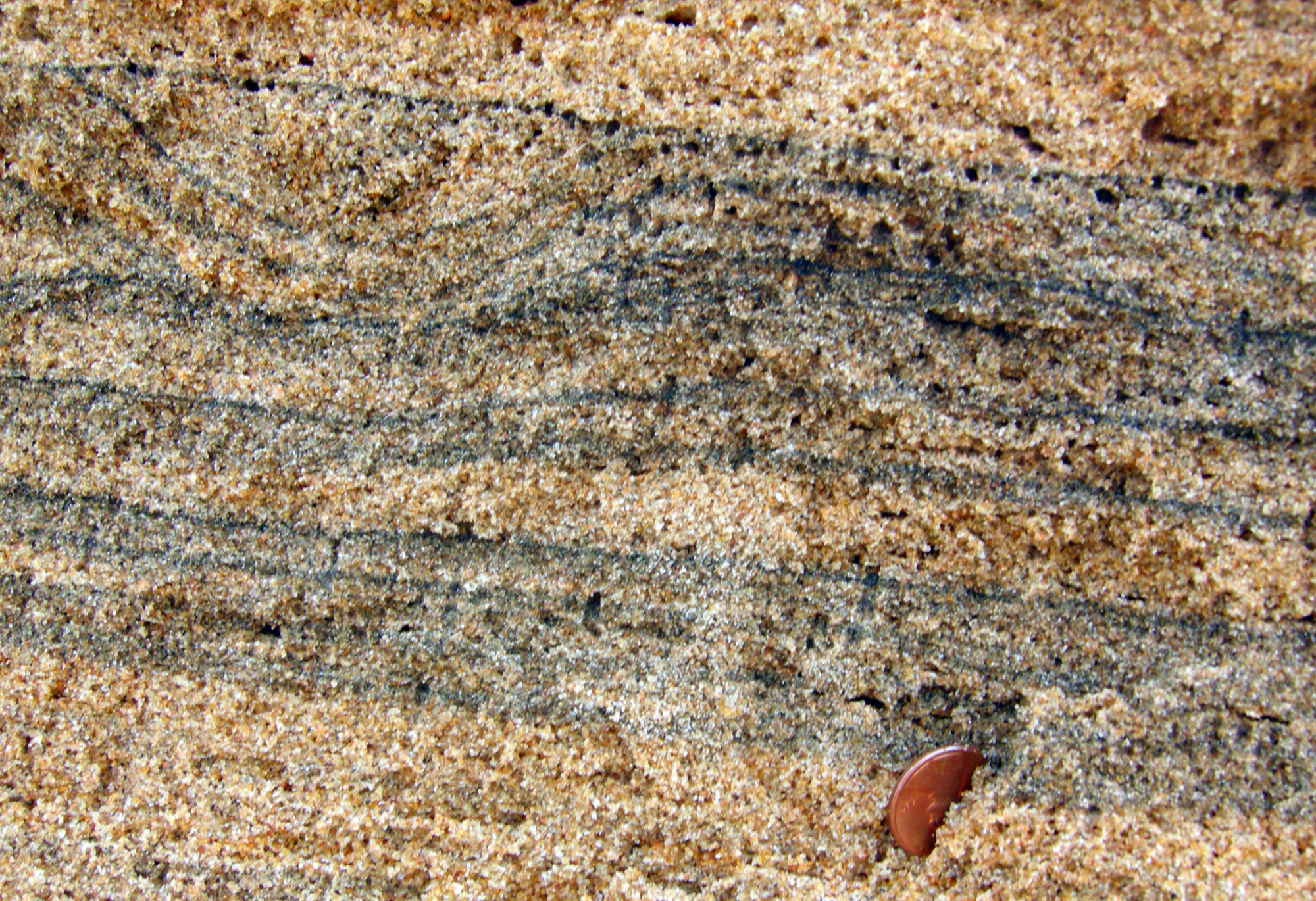
첸나이, 인도 해변 모래에 있는 중광물 (어두운 색).

4족 금속의 존재량은 원자 질량이 증가할수록 감소한다. 타이타늄은 지구 지각에서 일곱 번째로 풍부한 금속이며 6320 ppm의 존재량을 가지고 있는 반면, 지르코늄은 162 ppm, 하프늄은 3 ppm에 불과하다.
세 가지 안정 원소는 모두 사광층에 존재하는데, 이 사광층은 대부분 해변 환경에서 고철질 및 초고철질 암석의 침식 물질 광물 입자의 비중에 따른 농축으로 형성된 것이다. 타이타늄 광물은 주로 아나타제와 금홍석이며, 지르코늄은 광물 지르콘에 존재한다. 화학적 유사성 때문에 지르콘 내 지르코늄의 최대 5%가 하프늄으로 대체된다. 4족 원소의 주요 생산국은 오스트레일리아, 남아프리카 공화국, 캐나다이다.

## 용도
타이타늄 금속과 그 합금은 내식성, 내열성, 저밀도(경량성)가 이점을 제공하는 광범위한 응용 분야를 가지고 있다. 내식성 하프늄과 지르코늄의 가장 중요한 용도는 원자로이다. 지르코늄은 열중성자 포획 단면적이 매우 낮고 하프늄은 높다. 따라서 지르코늄(주로 지르칼로이 형태)은 원자로의 핵연료봉 피복으로 사용되며, 하프늄은 각 하프늄 원자가 여러 중성자를 흡수할 수 있기 때문에 원자로의 제어봉에 사용된다.
소량의 하프늄과 지르코늄은 초합금의 특성을 향상시키는 데 사용된다.

## 생물학적 출현
4족 원소는 수용성이 낮고 생물권에 대한 가용성이 낮은 단단한 난융 금속이다. 타이타늄과 지르코늄은 비교적 풍부한 반면, 하프늄은 환경에서 희귀하며 러더포듐은 존재하지 않는다.
타이타늄은 어떤 유기체의 생물학에서도 알려진 역할이 없다. 그러나 많은 연구들은 타이타늄이 생물학적으로 활성화될 수 있음을 시사한다. 지구상의 대부분의 타이타늄은 불용성 광물 내에 저장되어 있어, 잠재적으로 생물학적 활성을 가질 수 있음에도 불구하고 어떤 생물학적 시스템의 일부가 될 가능성은 낮다.
지르코늄은 어떤 생물학적 시스템에서도 알려진 역할이 없지만, 생물학적 시스템에 흔히 존재한다. 특정 땀 억제제 제품은 피부의 땀샘을 막기 위해 테트라클로로히드록실 지르코늄 알루미늄 글라이신을 사용한다.
하프늄은 어떤 생물학적 시스템에서도 알려진 역할이 없으며 독성이 낮다.
러더포듐은 인공적이고 비싸며 방사능이 있다. 가장 안정한 동위원소는 반감기가 한 시간 미만이다. 알려진 화학적 특성은 거의 없으며 생물학적 기능은 전혀 알려져 있지 않다.

## 주의사항
타이타늄은 고용량에서도 무독성이며 인체 내에서 자연적인 역할을 하지 않는다. 인간이 매일 섭취하는 타이타늄의 양은 약 0.8밀리그램으로 추정되지만, 대부분은 조직에 흡수되지 않고 통과한다. 그러나 실리카를 포함하는 조직에 때때로 생체 축적된다. 한 연구는 타이타늄과 황색 손톱 증후군 사이에 가능한 연관성이 있음을 시사한다.
지르코늄 분말은 자극을 유발할 수 있지만, 눈과의 접촉만 의료 처치가 필요하다. OSHA의 지르코늄 권장치는 시간 가중 평균 한계 5 mg/m3와 단기 노출 한계 10 mg/m3이다.
하프늄의 독성에 대한 데이터는 제한적이다. 하프늄을 기계가공할 때는 주의해야 하는데, 미세한 입자가 공기에 노출되면 자연발화할 수 있기 때문이다. 이 금속을 포함하는 화합물은 대부분의 사람들이 거의 접하지 않는다. 순수 금속은 독성이 없는 것으로 간주되지만, 금속의 이온 형태는 일반적으로 독성 위험이 가장 크고 하프늄 화합물에 대한 동물 실험이 제한적으로 이루어졌기 때문에 하프늄 화합물은 독성이 있는 것처럼 취급해야 한다.

## 참고 문헌
- Greenwood, Norman  N.; Earnshaw, Alan (1997). 《Chemistry of the Elements》 2판. Butterworth-Heinemann. ISBN 978-0-08-037941-8.